# Trichocyclus harveyi
Trichocyclus harveyi är en spindelart som beskrevs av Huber 200. Trichocyclus harveyi ingår i släktet Trichocyclus och familjen dallerspindlar.
Artens utbredningsområde är Western Australia. Inga underarter finns listade i Catalogue of Life.